# MAGiCAL PUNCHLiNE
『MAGiCAL PUNCHLiNE』（マジカル パンチライン）は、日本の女性アイドルグループ「マジカル・パンチライン」が、2016年7月20日にポニーキャニオンからリリースした、1枚目のミニアルバム。

## 背景・制作
元アイドリング!!!の佐藤麗奈を中心に結成された、女性アイドルグループ「マジカル・パンチライン」のメジャーデビュー・ミニアルバム。
コンセプト・アルバム
グループが『ハリー・ポッター』シリーズやロールプレイングゲーム等の、ハイ・ファンタジー世界をコンセプトにしている経緯で、当アルバムもそれらの世界観を踏襲。グループのストーリー制作も担当するライトノベル作家・八田モンキーが創作した原案を基に構築したコンセプト・アルバムとして制作された。
タイトルにはグループ名のアルファベット表記が冠され、まだ新人グループの段階である事情から「知名度の普及効果も狙った」と説明している。
制作
アルバムのプロデュースは、アニメ・ゲームミュージックなどの作曲で著名な音楽クリエイター・Tom-H@ckが務めた。制作全般は、そのTom-H@ckが代表を務める音楽制作会社『TaWaRa』に所属するクリエイター陣が担当、および音楽プロダクション『F.M.F』が協力した。
エピローグ曲「Never Ending Punchline」に関しては、メタルダンスユニット「BABYMETAL」のソングライティングなどで知られるミュージシャン・ゆよゆっぺが作編部分を手掛けている。
リード曲
収録曲「Magiかよ!? BiliBili☆パンチライン」はリード曲に指定され、グループの世界観やメンバー紹介を兼ねた内容も含み、様々な要素を内包した事実上のデビュー曲となっている。
ほか、「Overture」はファンタジーなプロローグ曲、「小悪魔Lesson 1・2・3♪」はアイドルソング、「Prologueは摩訶不思議」はミュージカル風の自己紹介ソング、「万理一空Rising Fire!」はロック風、「Never Ending Punchline」はエピローグ曲であると、メンバーは解説している。

## リリース
ベガ盤（初回限定盤）・アルタイル盤（通常盤）・デネブ盤（完全受注生産盤）の3形態でリリース。ベガ盤にはDVDが付属。デネブ盤は、オフィシャルショップのみで期間限定受注した特別仕様。それぞれの名称は、夜空の星群形『夏の大三角』が由来となっている。
当アルバムは、音楽配信サイト『レコチョク』が企画した新サービス「プレイパス(PlayPass)」に対応している。また収録曲は、発売に先駆けた同15日に「iTunes」「Apple Music」の各ストアで先行配信された。
付属DVD
- ミュージック・ビデオのほか、グループに関するドキュメント映像が付属しており、リーダー佐藤麗奈と、アイドリング!!!時代の同期だった橋本瑠果が友情出演し、対談が収録されている。

特典企画
- 協力店舗でのみ先着購入者に「カード型ステッカー（全5種の内ランダム1枚）」を進呈[10]。
- メジャーデビュー発表記念特典として、オフィシャルショップのみで『ベガ盤』『アルタイル盤』の先着予約者各100名に、「全員サイン」を進呈する企画を実施[11]。
- ネットストア「MUVUS」のみで、メンバー直筆サイン入り（各メンバー別）の『アルタイル盤』を、期間限定で予約販売。

## プロモーション
アルバムのプロモーションで、以下のメディアに出演した。
テレビ番組
- TOKYO IDOL TV NEXT (2016年6月28日、フジテレビNEXT)
- IDOL♡アカデミー(K・U・T )ノ爆 (2016年7月12日、Kawaiian TV)
- Kawa10 カクモク (2016年9月29日、Kawaiian TV)

配信番組
- CHIEのスピログ (2016年5月23日、LoGiRL)
- MARQUEE×2.5D『MARQing』(2016年6月19日、2.5D)
- IDOL♡アカデミー(K・U・T )ノ爆 (2016年7月12日、ニコニコ生放送)
- ｢MAGiCAL PUNCHLiNE｣ デビュー記念ニコ生SP (2016年7月19日、ニコニコ生放送)
- 乃木坂46 ｢生のアイドルが好き｣ (2016年7月27日、ニコニコ生放送)
- TOKYO IDOL FESTIVAL 2016 (2016年8月5 -7日、ニコニコ生放送/SHOWROOM/楽天ショウタイム)
- @JAM PARTY vol.5 (2016年8月14日、SHOWROOM)
- @JAM 応援宣言!『@JAM THE WORLD』(2016年8月28日、SHOWROOM)

ラジオ番組
- 安田大サーカスクロちゃんのアイドルステーション (2016年6月9日、目黒FM)
- You gott@ POWER (2016年7月6日、@FM)
- LOVE FLAP (2016年7月7日、FM OSAKA)
- 桜 稲垣早希のアニメ・アイドルバッカ (2016年7月14日、MBSラジオ)
- メガコンDJのおねだりミュージック・アワー (2016年7月16日、@FM)
- 何でも聞かせてDX (2016年7月18日、@FM)
- ナガオカ×スクランブル (2016年8月3日、CBCラジオ)
- i Meet Up! (2016年8月28日、NACK5)
- 60TRY部 (2016年10月13日、ラジオ日本)

インストアイベント
発売を記念したインストアイベントが、以下の日時・場所で実施された。
「MAGiCAL PUNCHLiNE」発売イベント（トーク/握手会/チェキ撮影など）
- 2016年7月6日 タワーレコード名古屋近鉄パッセ店
- 2016年7月7日 HMVグランフロント大阪
- 2016年7月9日 ヨドバシ吉祥寺
- 2016年7月18日 タワーレコード横浜ビブレ店
- 2016年7月18日・22日 HMVエソラ池袋
- 2016年7月19日・9月10日 虎ノ門ポニーキャニオン本社

サイン会
対象販売サイトで予約購入した『アルタイル盤』に、直筆サインの模様を公開するネット配信企画を実施。
- 千里眼サイン会（2016年7月15日、ツイキャス）

その他
コンビニチェーン『ローソン』の店内放送「ローソンCSほっとステーション」で、リード曲「Magiかよ!? BiliBili☆パンチライン」が、発売週期間にオンエアされた。

## アートワーク / ミュージック・ビデオ
アートワーク
ミュージック・ビデオを含め、アルバムジャケット・WEB関連などの制作全般を、デザインスタジオ「MIRROR」(代表：大楠孝太朗）が担当した。また、リーダー 佐藤麗奈もデザインに携わっている。イラストレーションに関しては、グループのビジュアル基本設定を手掛けたアートディレクター・YUU菊池(岩佐有祐)デザインのロゴやイラストがそのまま採用され、『デネブ盤』のパッケージは新規に描き下ろされた。
ミュージック・ビデオ
リリースに先行して、リード曲「Magiかよ!? BiliBili☆パンチライン」のフルバージョンをYouTubeで公開した。これは『ベガ盤』のDVDにも収録されている。ビデオディレクターは、金沢康行（映像制作会社「鬼」代表）が務めた。劇中の舞台セットは、『アルタイル盤』のジャケ写にも使用されている。

## 批評
アイドルソングに造詣の深い、ロックギタリストのマーティ・フリードマン（元メガデス）は、当アルバムを『ポピュラー音楽と、プログレッシブ・ロックのような複雑さが同居した作品』であると評している。
特にリード曲「Magiかよ!? BiliBili☆パンチライン」に関しては、同傾向の楽曲がある「ももいろクローバーZ」のアルバムを引き合いに出し、『多重な要素を詰め込んだ、先進的アレンジの系譜が共通している』と説明している。

## ライブ・パフォーマンス
発売イベントも兼ねたミニライブを、以下の日時・場所で実施した。
「MAGiCAL PUNCHLiNE」発売記念ミニライブ 
- 2016年5月28日 渋谷マルイ
- 2016年5月29日 仙台駅前EBeanS
- 2016年6月5日 ダイバーシティ東京プラザ
- 2016年6月12日 イオンモール幕張新都心
- 2016年6月18日 ららぽーと横浜
- 2016年7月10日 MEGAWEBトヨタショーケース
- 2016年7月16日 東京スカイツリー
- 2016年7月17日 タワーレコード錦糸町店
- 2016年7月20日 池袋サンシャインシティ噴水広場
- 2016年7月23日 タワーレコード新宿店
- 2016年7月24日 お台場ヴィーナスフォート
- 2016年7月31日 イトーヨーカドー錦町店

客演・ライブイベント
リード曲をはじめとした収録曲を、以下各地イベントなどでライブ披露した。
- ミュージックパーク×TOKYO IDOL PROJECT in SENDAI (2016年5月29日、仙台PIT)
- ｢MARQing｣ Vol.9（2016年6月19日、渋谷パルコ)
- IDOL CONTENT EXPO @新宿BLAZE 〜緊急総集会〜 (2016年6月25日、新宿BLAZE)
- アイドル甲子園 in 新木場STUDIO COAST (2016年6月26日、新木場STUDIO COAST)
- アイドル横丁夏まつり!!〜2016〜 (2016年7月2日・3日、横浜 赤レンガパーク)
- iPop Monthly Fes vol.51 (2016年7月23日、池袋サンシャインシティ噴水広場)
- TOKYO IDOL FESTIVAL 2016 (2016年8月5 -7日、お台場フジテレビ本社屋/特設会場)
- みんなの夢大陸『お祭りライブ!』(2016年8月12日、お台場フジテレビ本社屋/特設会場)
- アイドル甲子園 SUMMER FESTIVAL 2016 (2016年8月13日、新木場STUDIO COAST)
- TOKYO IDOL LIVE vol.27 TIF2016後夜祭!! (2016年8月13日、恵比寿CreAto)
- @JAM PARTY vol.5 (2016年8月14日、AKIBAカルチャーズ劇場)
- IDOL Pop'n Party Vol.12 (2016年9月10日、TOKYO FM HALL)
- @JAM×ナタリー EXPO 2016 (2016年9月24・25日、幕張メッセ国際展示場)
- ぽにきゃん!アイドル倶楽部 感謝祭 (2016年10月8日、虎ノ門ニッショーホール)
- お出かけKawaiian LIVE ♯6 (2016年10月9日、ヨシモト∞ホール)
- IDOL PARK Vol.1 in SEVEN PARK ARIO KASHIWA (2016年10月10日、セブンパーク アリオ柏)
- スポーツ・オブ・ハート・ミュージックフェス2016 (2016年10月15日、国立代々木競技場第一体育館)
- アイドル横丁秋祭り〜長州の名月〜 (2016年10月15日、新宿ReNY)
- ハロウィンの天使かよ! (2016年10月17日、渋谷CLUB QUATTRO)

## メディアでの使用
リード曲「Magiかよ!? BiliBili☆パンチライン」は、以下のメディアで使用された。
- フジテレビ系『魁！ミュージック』2016年7月度エンディングテーマ

## 収録トラック
| #         | タイトル                             | 作詞      | 作曲       | 編曲                    | 時間  |
| --------- | ------------------------------------ | --------- | ---------- | ----------------------- | ----- |
| 1.        | 「Overture」                         | 岸田勇気  | 岸田勇気   |                         | 2:12  |
| 2.        | 「Magiかよ!? BiliBili☆パンチライン」 | hotaru    | Tom-H@ck   | 岸田勇気、Tom-H@ck      | 4:59  |
| 3.        | 「小悪魔Lesson 1・2・3♪」            | hotaru    | eba        | eba                     | 3:47  |
| 4.        | 「Prologueは摩訶不思議」             | hotaru    | 奈良悠樹   | 奈良悠樹                | 4:24  |
| 5.        | 「万理一空 Rising Fire!」            | hotaru    | eba        | eba、秋月須清、岸田勇気 | 4:03  |
| 6.        | 「Never Ending Punchline」           | hotaru    | ゆよゆっぺ | ゆよゆっぺ              | 4:59  |
| 合計時間: | 合計時間:                            | 合計時間: | 合計時間:  | 合計時間:               | 24:27 |

| #  | タイトル                                          | 作詞 | 作曲・編曲 | ビデオディレクター      |
| -- | ------------------------------------------------- | ---- | ---------- | ----------------------- |
| 1. | 「Magiかよ!? BiliBili☆パンチライン」(Music Video) |      |            | 金沢康行（株式会社 鬼） |
| 2. | 「マジカル・パンチライン ドキュメンタリー」       |      |            |                         |